# Quintela de Leirado
Quintela de Leirado is een gemeente in de Spaanse provincie Ourense in de regio Galicië met een oppervlakte van 31,3 km². Quintela de Leirado telt 616 inwoners (1 januari 2016).
Allariz · Amoeiro · A Arnoia · Avión · Baltar · Bande · Baños de Molgas · Barbadás · O Barco de Valdeorras · Beade · Beariz · Os Blancos · Boborás · A Bola · O Bolo · Calvos de Randín · Carballeda de Avia · Carballeda de Valdeorras · O Carballiño · Cartelle · Castrelo de Miño · Castrelo do Val · Castro Caldelas · Celanova · Cenlle · Chandrexa de Queixa · Coles · Cortegada · Cualedro · Entrimo · Esgos · Gomesende · A Gudiña · O Irixo · Larouco · Laza · Leiro · Lobeira · Lobios · Maceda · Manzaneda · Maside · Melón · A Merca · A Mezquita · Montederramo · Monterrei · Muíños · Nogueira de Ramuín · Oímbra · Ourense · Paderne de Allariz · Padrenda · Parada de Sil · O Pereiro de Aguiar · A Peroxa · Petín · Piñor · A Pobra de Trives · Pontedeva · Porqueira · Punxín · Quintela de Leirado · Rairiz de Veiga · Ramirás · Ribadavia · Riós · A Rúa · Rubiá · San Amaro · San Cibrao das Viñas · San Cristovo de Cea · San Xoán de Río · Sandiás · Sarreaus · Taboadela · A Teixeira · Toén · Trasmiras · A Veiga · Verea · Verín · Viana do Bolo · Vilamarín · Vilamartín de Valdeorras · Vilar de Barrio · Vilar de Santos · Vilardevós · Vilariño de Conso · Xinzo de Limia · Xunqueira de Ambía · Xunqueira de Espadanedo